# Dark Before Dawn
Dark Before Dawn — п'ятий студійний альбом американського рок-гурту Breaking Benjamin. Реліз відбувся 23 червня 2015 року.

## Список композицій
| #     | Назва                  | Автор                    | Тривалість |
| ----- | ---------------------- | ------------------------ | ---------- |
| 1.    | «Dark»                 | Язен Раух                | 2:10       |
| 2.    | «Failure»              | Бенджамін Бернлі         | 3:34       |
| 3.    | «Angels Fall»          | Бернлі                   | 3:48       |
| 4.    | «Breaking the Silence» | Бернлі                   | 3:01       |
| 5.    | «Hollow»               | Бернлі                   | 3:51       |
| 6.    | «Close to Heaven»      | Бернлі                   | 4:09       |
| 7.    | «Bury Me Alive»        | Бернлі                   | 4:04       |
| 8.    | «Never Again»          | Бернлі Раух Keith Wallen | 3:43       |
| 9.    | «The Great Divide»     | Бернлі                   | 4:12       |
| 10.   | «Ashes of Eden»        | Бернлі                   | 4:53       |
| 11.   | «Defeated»             | Бернлі Раух              | 3:25       |
| 12.   | «Dawn»                 | Раух                     | 1:52       |
| 42:42 |                        |                          |            |

## Чарти
| Чарт (2015)                                         | Позиція |
| --------------------------------------------------- | ------- |
| Австралія Australian Albums (ARIA)                  | 11      |
| Австрія Ö3 Austria Top 40                           | 49      |
| Бельгія Flanders Albums                             | 113     |
| Канада Canadian Albums Chart (Billboard)            | 1       |
| Нідерланди Dutch Albums (MegaCharts)                | 66      |
| Німеччина German Albums (Offizielle Top 100)        | 34      |
| Нова Зеландія New Zealand Albums (RMNZ)             | 11      |
| Швейцарія Swiss Albums (Schweizer Hitparade)        | 66      |
| Велика Британія UK Albums (Official Charts Company) | 34      |
| США Billboard 200                                   | 1       |
| США Top Alternative Albums (Billboard)              | 1       |
| США Digital Albums (Billboard)                      | 1       |
| США Top Hard Rock Albums (Billboard)                | 1       |
| США Top Rock Albums (Billboard)                     | 1       |
| США Top Tastemaker Albums (Billboard)               | 2       |

## Учасники запису
Breaking Benjamin
- Бенджамін Бернлі — вокал, ритм-гітара
- Язен Раух — електрогітара
- Кіт Воллен — ритм-гітара
- Аарон Брух — бас-гітара
- Шон Фойст — ударні